# Sløsse Skole
Sløsse Skole var en af 2 eller 3 skoler i Vester Ulslev Sogn på Sydøstlolland og har eksisteret i landsbyen Sløsse siden i hvert fald 1744, hvor en ”skoleholder” (lærer) forestod undervisningen.

## Skolehistorie
Fra 1520 frem til 1814 udstedte forskellige konger bestemmelser om undervisning af børn. De blev aldrig gennemført i fuld udstrækning, men efter loven af 1814 lykkedes det at få oprettet og opretholdt skoler i alle sogne. Undervisningens fornemste formål, var at indprente børnene kristendommens grundregler, Luthers lære, men andre discipliner fik gradvist mere vægt. Lærerne var degne eller skoleholdere (lærere). Der forlangtes ikke nogen formel uddannelse for at få et embede, og arbejdet var ringe lønnet, mest i form af naturalier og adgang til have- og græsningsjord. Skolens omkostninger skulle betales af sognet, der ikke havde nogen indtægter, så gennem tiden havde man etableret et afbalanceret system af naturalieydelser (korn, øl, flæsk m.m.) og et mere eller mindre frivilligt bidrag, offer, som skulle betales af sognets gårdejere. Hvis læreren samtidig var degn, fik han dog derudover en fast sum penge om året.

## Sløsses skoler
Sløsses ældst kendte skolebygning lå lige nord for bystjøvlen (gadekæret) og eksisterer ikke mere. Den lå antagelig på adressen Tunnelen 4. I en udskiftningsprotokol fra 1830 kan ses at skolelodden bestod af 2 dele, selve huset med haven og et stykke jord nord for byen. I 1837 blev en ny skole bygget, som fungerede frem til 1960 med små ændringer. Bygningen eksisterer endnu på adressen Tunnelen 9, og tjener i dag som privat beboelse. Den nye centralskole Krumsøskolen blev dette år taget i brug som erstatning for Sløsse Skole, Strandby Skole og Vester Ulslev Skole.
Af en skoleplan fra 1902 ses at skolen havde 2 klasser, yngste klasse, der mødte tirsdag og torsdag fra 9-15 og lørdag fra 8-12 samt ældste klasse, der mødte mandag, onsdag og fredag kl. 9-15. Der undervistes i forskellige dansk-discipliner, regning, religion samt historie, geografi, naturvidenskab og anskuelsesundervisning, sang. 2 gang om året var der eksamen hvor skolekommissionen med præsten i spidsen overhørte børnene og gav dem karakterer. I årene fra 1842-1930 angives elevtallet på intet tidspunkt at overstige 60, og det har tilsyneladende ligget ret stabilt på godt 20 elever i hver klasse.

## Skolens lærere
Skolen havde én lærer, der boede i den søndre ende af bygningen mens skolestuen lå i den nordre ende. Det er muligt at opstille en næsten fuldstændig liste over skolens lærere fra 1744-1960
- Mads Hansen: før 1744-1747
- Bernt Nielsen: 1747-1760
- Jens Larsen: 1761-1771
- Rasmus Jørgensen Kølle: før 1775-1802
- substitut for ovennævnte: 1802-1807
- Peter Rasmussen Friis: 1807-1833
- Niels Madsen: 1833-1835
- Verner Meier: 1835-1841
- Andreas Christian Andersen: 1841-1855
- Hans Jacob Friboe Thune: 1855-1867
- Anton Boie (vikar for ovennævnte): 1867-1869
- Jens Peter Mortensen: 1869-1882
- Hans Jørgen Valdemar Petersen: 1883-1892
- Jørgen Pedersen: 1892-1894 (suspenderet)
- Jacob Christiansen Volsing: 1894-1895
- Jørgen Hendrik Hansen Prest: 1895-1931
- Jens Valdemar Hansen: 1931-1960

Så lang en liste dækker over flere triste tildragelser. Rasmus Jørgensen Kølle var f.eks. allerede i 1793 blevet blind, men beholdt sit kald til han døde, de sidste år måtte han dog betale en vikar. Jørgen Pedersen blev suspenderet og siden dømt 14 dag på vand og brød for fordi han blev ansat på baggrund af forfalskede eksamenspapirer.